# Kommissarie Gadget
Kommissarie Gadget (Inspector Gadget) är en tecknad TV-serie producerad i två säsonger (1983–1986) av det fransk-amerikanska animationsstudion DIC Entertainment. Serien gav upphov till en franchise där bland annat två filmer (Inspector Gadget (1999) och Inspector Gadget 2 (2003)) och en reboot-serie (2015) ingår.
I Sverige har originalserien visats i programmet The DJ Kat Show på Sky Channel och Sky Europe, samt senare svensktextad på SVT2 (1985–1987) (under titeln "Kommissarie Hokus Pokus") och svenskdubbad på TV4 (1994–1996, 2003–2007), Fox Kids och Jetix som "Kommissarie Gadget".

## Produktion och animering
Arbetet för animationen gjordes av Tokyo Movie Shinsha i Japan och Cuckoo's Nest Studio i Taiwan. Första säsongen samproducerades ihop med det kanadensiska animationsbolaget Nelvana.

## Handling
Kommissarie Gadget handlar om en ovanlig amerikansk poliskommissarie som bor i staden Metro City tillsammans med sin brorsdotter Penny och hennes hund Brain. Det speciella med kommissarie Gadget är att han är en cyborg, en hälften-man-hälften-robot, som har en massa robotfinesser inopererade i kroppen. För att aktivera dessa säger han bara "Kom igen, Gadget-..." ("Go Go, Gadget...") och sedan namnet på prylen. Till exempel kan han fälla ut rotorblad ur huvudet genom att säga "Kom igen, Gadget-helikopter!" Med allt det bekämpar han den kriminelle Doktor Claws, och Doktor Claws organisation MAD:s, ondskefulla planer. Gadget är enormt klantig och mycket godtrogen, så därför blir det oftast Penny och Brain som löser problemen.

## Svenska röster (originaldubb)
- Gadget - Ulf Peder Johansson
- Penny - Sofia Haby
- Dr. Claw och Quimby - Harry Goldstein

## Svenska röster (nydubb)
- Kommissarie Gadget - Hans Jonsson
- Penny - Louise Raeder
- Polischef Quimby - Per Sandborgh
- Dr Claw - Gunnar Ernblad
- Övriga roller - Staffan Hallerstam, Gunnar Ernblad, Louise Raeder

## Engelska röster
- Kommissarie Gadget - Gary Owens (pilotavsnitt), Don Adams
- Penny - Mona Marshall (pilotavsnitt), Cree Summer
- Polischef Quimby - John Stephenson (pilotavsnitt), Dan Hennessey (säsong 1), Maurice LaMarche (säsong 2)
- Dr Claw - Frank Welker, Don Francks

## Avsnitt

### Säsong 1
1. Winter Olympics
2. Monster Lake
3. Down on the Farm
4. Gadget at the Circus
5. The Amazon
6. Health Spa
7. The Boat
8. Haunted Castle
9. Race to the Finish
10. The Ruby
11. A Star is Lost
12. All That Glitters
13. Movie Set
14. Amusement Park
15. Art Heist
16. Volcano Island
17. The Invasion
18. The Infiltration
19. The Curse of the Pharaoh
20. M.A.D. Trap
21. Basic Training
22. Sleeping Gas
23. Gadget's Replacement
24. Greenfinger
25. Gadget Goes West
26. Launch Time
27. Photo Safari
28. The Coo-Coo Clock Caper
29. The Bermuda Triangle
30. The Japanese Connection
31. Arabian Nights
32. A Clear Case
33. Dutch Treat
34. The Great Divide
35. Eye of the Dragon
36. Doubled Agent
37. Plantform of the Opera
38. Don't Hold Your Breath
39. Gone Went the Wind
40. King Wrong
41. Pirate Island
42. M.A.D. Academy
43. No Flies on Us
44. Luck of the Irish
45. Prince of the Gypsies
46. Old Man of the Mountain
47. The Emerald Duck
48. Do Unto Udders
49. Did You Myth Me?
50. A Bad Altitude
51. Funny Money
52. Follow That Jet
53. Dry Spell
54. Smeldorado
55. Quimby Exchange
56. Weather in Tibet
57. Unhenged
58. Snakin' All Over
59. In Seine
60. Tree Guesses
61. Birds of a Feather
62. So it is Written
63. Fang the Wonder Dog
64. School for Pickpockets
65. Quiz Master

### Säsong 2
1. Magic Gadget
2. The Great Wambini's Seance
3. Wambini Predicts
4. The Capeman Cometh
5. Crashcourse in Crime
6. Gadget's Gadgets
7. Gadget in Minimadness
8. The Incredible Shrinking Gadget
9. Gadget Meets the Grappler
10. Ghost Catchers
11. Busy Signal
12. Bad Dreams are Made of This
13. Focus on Gadget
14. Mad in the Moon
15. N.S.F. Gadget
16. Tyrannosaurus Gadget
17. Gadget's Roma
18. Gadget's Clean Sweep
19. Gadget Meets the Clan
20. Gadget and Old Lace
21. Gadget and the Red Rose

## Andra medier
Det kom senare ett antal spinoff-serier och två långfilmer; Inspector Gadget från 1999 med Matthew Broderick i huvudrollen som visades på bio och uppföljaren Inspector Gadget 2 från 2003 med French Stewart som släpptes direkt på VHS och DVD.
Bland dessa spinoff-serier kan nämnas Gadget & Gadgetinis, skapad av SIP Animation och DiC. I denna TV-serie är Gadget (röst av Maurice LaMarche) medlem i en organisation kallad WOMP och kallas nu Löjtnant Gadget. Penny är nu 12 år och istället för att Brain är hennes och Gadgets medhjälpare har hon uppfunnit två robotar vid namn Fidget och Digit, som är miniatyrer av Gadget. Dr. Claw (röst av Brian Drummond) är fortfarande huvudskurken och visar sig även ha några släktingar som framträder i några episoder. I vissa enstaka avsnitt är han dock ersatt av andra skurkar. Några av de svenska rösterna är samma som i nydubben av originalserien, bland annat Hans Jonsson som Gadget, Louise Raeder som Penny, Gunnar Ernblad som Dr. Claw och Per Sandborgh, dock som Generalen istället för Quimby (som sällan dyker upp i denna version), medan nytillkomna är t.ex. Ole Ornered som Fidget och Digit och Peter Sjöquist som Överste Näshår, Gadgets nya chef. Serien visades från 1 september 2001 till 27 december 2003.

## Ny TV-serie, 2015
En ny, datoranimerad uppföljare av TV-serien, med samma namn Kommissarie Gadget (Inspector Gadget), producerad av kanadensiska WildBrain, började sändas 2015. Upplägget och figurerna är ungefär desamma som i originalet. Penny är nu 14 år gammal och själv agent. En ny rollfigur är Dr Claws stilige och kaxige brorson Talon. Han måste hjälpa Dr Claw i dennes ondskefulla planer, vilket han gör motvilligt, och blir ofta utskälld av honom när de går fel. Han och Penny är attraherade av varandra, men de brukar motarbeta och käbbla med varandra då de tillhör olika sidor i striden och har sin lojalitet hos sin respektive farbror. ("Talon" är ett engelskt ord för "fågelklo"; hans namn är alltså en lek med "claw" = klo.)
I Sverige kan serien 2015 ses på Boomerang.

## Fotnoter
1. ↑  
”"Kommissarie Hokus Pokus"-sökning i Svensk mediedatabas (SMDB)”. https://smdb.kb.se/catalog/search?q=%22Kommissarie+Hokus+Pokus%22&x=0&y=0. Läst 12 april 2021.
2. ↑  ”Arkiverade kopian”. Arkiverad från originalet den 24 juni 2008. https://web.archive.org/web/20080624234722/http://www.jkkonsult.se/nostalgi/tv/Tintin.html. Läst 15 maj 2009.
3. ↑  
”"Kommissarie Gadget"-sökning i Svensk mediedatabas (SMDB)”. https://smdb.kb.se/catalog/search?q=%22Kommissarie+Gadget%22+typ%3Atv&sort=OLDEST. Läst 12 april 2021.